# Religia starożytnego Rzymu
Religia starożytnego Rzymu – zbiór wierzeń i rytuałów praktykowanych w starożytnym Rzymie w formie kultu, a w wyniku późniejszych podbojów rozprzestrzenionych na cały obszar rzymskiego imperium. Ze względu na znaczne zróżnicowanie obrzędów, często mówi się o „religiach starożytnego Rzymu”.

## Pochodzenie
Religia starożytnego Rzymu wywodzi się z pierwotnej religii praindoeuropejskiej, religii plemion staroitalskich oraz elementów wierzeń Etrusków.
Najstarszym bogiem rzymskim jest Jowisz (łac. Iuppiter). Jest to bóg praindoeuropejski, Diaus ph2ter, pod którym to mianem kryje się dzienny nieboskłon dający życiodajne światło, ciepło oraz władający piorunami. Z tego samego źródła wywodzi się grecki Zeus. Obie nazwy, zarówno gr. Zeus (< pragr. Dieus), jak i łac. Iuppiter (< prałac. Diouis pater), wyprowadza się od wspólnej, wyżej wymienionej, nazwy praindoeuropejskiej.

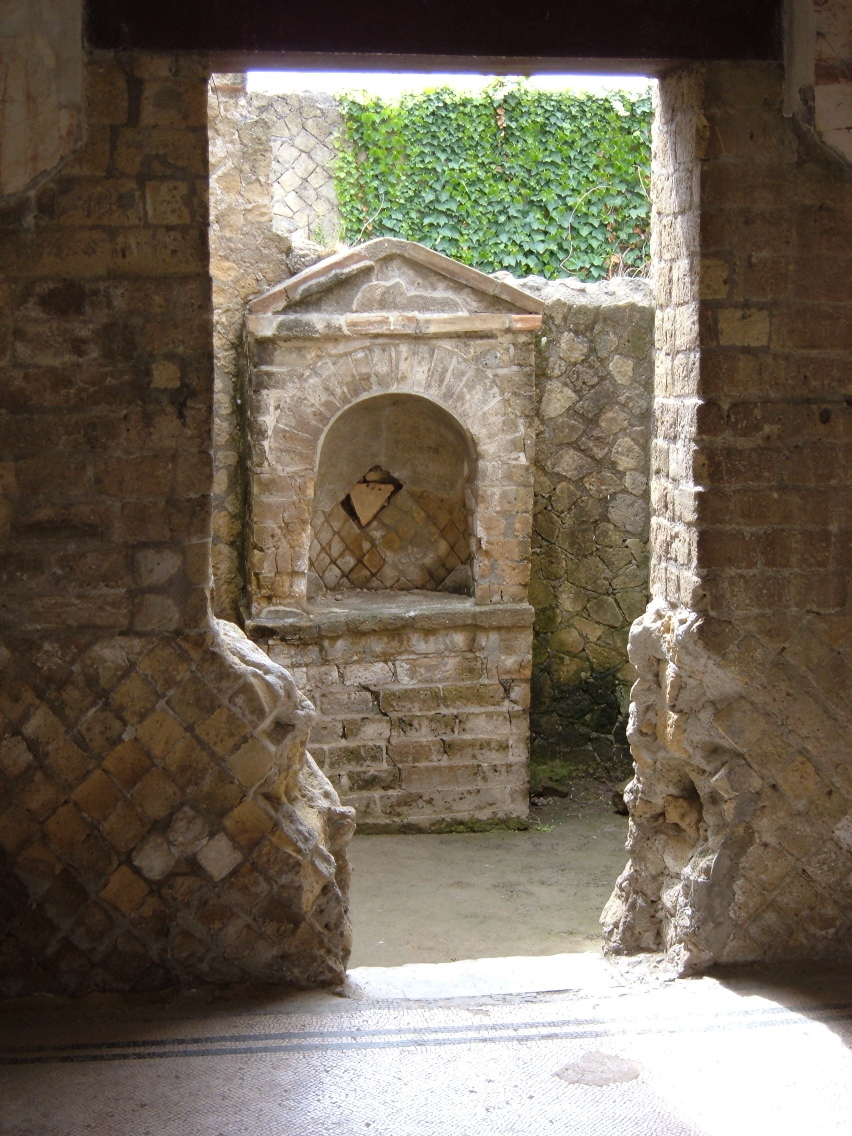
Ołtarz domowy (Herculanum)

W najwcześniejszym okresie Rzymianie byli wyznawcami animizmu, bóstw często bezkształtnych (numina). Do najstarszych należą: Ops, Saturnus, Faunus, Vertumnus, miały charakter bóstw opiekuńczych, podobnie jak Lary i Penaty.
Do nich wtrącone zostały później liczne, często sprzeczne wierzenia, skutkiem czego dokładne odtworzenie jej pierwotnego stanu nie jest dzisiaj możliwe. Liczne zmiany w religii rzymskiej miały miejsce jeszcze przed narodzeniem się tradycji pisanej, toteż jej początki zwykle nie były znane nawet rzymskim pisarzom religijnym, takim jak Marek Terencjusz Warron z I wieku p.n.e. Inni pisarze klasyczni, jak Owidiusz w swoim dziele Fasti (Kalendarz), pozostawali pod silnym wpływem modelu hellenistycznego i w swoich dziełach często zapełniali luki w tradycji rzymskiej greckimi wierzeniami.
Wokół wierzeń Rzymian powstał zbiór mitów opisujących dzieje ich bogów, zebranych w mitologii rzymskiej.

## Bogowie ludu rzymskiego

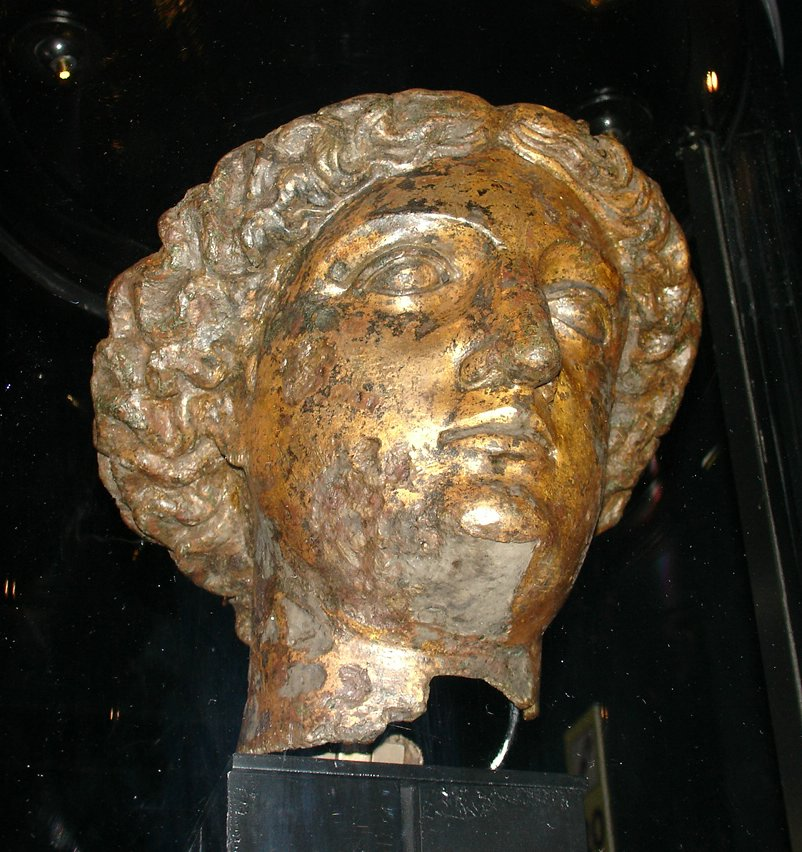
Głowa bogini Minerwy z ruin term rzymskich w Bath

Oficjalne rzymskie praktyki obrzędowe jednoznacznie wyróżniają dwie kategorie bóstw: di indigetes (bóstwa rodzime) oraz di novensiles (bóstwa nowe). Indigetes były bóstwami pierwotnej religii państwa rzymskiego, a ich imiona i charakter wiążą się z tytułami wczesnych kapłanów i świętami stałymi kalendarza rzymskiego; trzydziestu z nich poświęcone były specjalne święta. Novensiles były bóstwami wprowadzonymi później, w okresie historycznym, zwykle w znanym historykom momencie i w odpowiedzi na konkretny kryzys lub zapotrzebowanie. Oprócz di indigetes, do wczesnych bóstw rzymskich zaliczali się tzw. bogowie-specjaliści, których wzywano przy okazji różnych czynności, np. zbiorów. Fragmenty starych rytuałów towarzyszących czynnościom takim, jak orka, czy wysiew ukazują, że w każdej fazie wzywano inne bóstwo, przy czym imię bóstwa zwykle wywodziło się od czasownika opisującego daną czynność. Takie bóstwa można ogólnie zaliczyć do tzw. bóstw
pomocniczych, obok których wzywano także znaczniejszych bogów. Wczesny kult rzymski był nie tyle politeistyczny, co polidemoniczny – wyobrażenia wyznawców na temat wzywanych istot ograniczały się niemal wyłącznie do ich imion, funkcji oraz tzw. numenów – mocy przejawianych w wysoce wyspecjalizowany sposób.
Charakter indigetes i poświęconych im festiwali wskazuje, że wcześni Rzymianie nie tylko byli społecznością rolniczą, lecz także chętnie zajmowali się rzemiosłem wojennym. Poszczególne bóstwa wyraźnie wiązały się z praktycznymi potrzebami życia codziennego – w rozumieniu rzymskiej społeczności. Starannie odprawiano rytuały i składano ofiary, jakie uznawano za właściwe. Tak więc Janus i Westa strzegli drzwi i ogniska domowego, Lary chroniły pola i dom, Pales – pastwiska, Saturn – zasiewy, Ceres – kiełkowania i wzrostu upraw, Pomona – owoców, a Consus i Ops – zbiory. Nawet potężny Jowisz, władca bogów, czczony był za pomoc, jaką zsyłane przez niego deszcze niosły gospodarstwom i winnicom. W szerszym zarysie uważano go, za sprawą jego gromowładności, za kierującego ludzką działalnością, a przez dalekosiężność jego wpływów za ochrońcę Rzymian w ich działaniach militarnych poza granicami ich własnej społeczności. We wczesnym okresie duże znaczenie mieli także Mars i Kwirynus, często uważani za jedno bóstwo. Mars był bogiem działalności młodych mężczyzn, zwłaszcza wojny; czczono go w marcu i październiku. Współcześni badacze uważają, że Kwirynus był opiekunem społeczności zbrojnej w czasie pokoju.

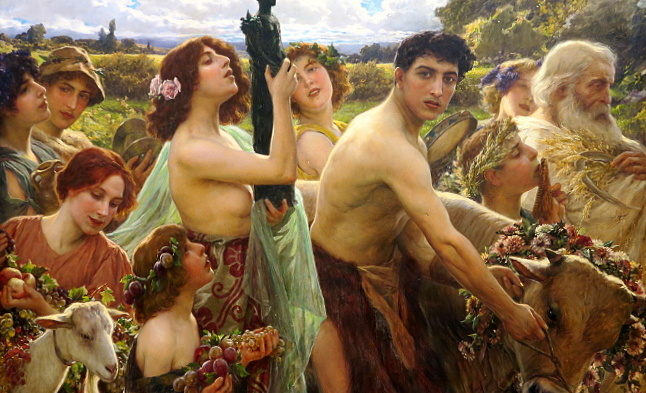
Procesja do bogini Ceres – "Ave Natura" (mal. Cesare Saccaggi, 1910)

Na czele najstarszego panteonu stała triada Jowisz, Mars i Kwirynus (ich kapłani, flamini, byli najwyżej postawionymi w hierarchii), oraz Janus i Westa. We wczesnym okresie bogowie ci mieli niewiele cech indywidualnych, nie mieli małżonków ani genealogii. W przeciwieństwie do bogów greckich, nie uważano ich za podobnych ludziom, toteż istnieje niewiele opowieści o ich czynach. Ta stara forma kultu związana była z Numą Pompiliusem, drugim królem Rzymu; wierzono, że jego małżonką i doradczynią była rzymska bogini fontann i narodzin, Egeria, którą w późniejszych źródłach pisanych często uważano za nimfę. Jednakowoż nowe elementy dodane zostały stosunkowo wcześnie. Królewskiej rodzinie Tarkwiniuszy przypisuje się ustanowienie wielkiej Triady Kapitolińskiej – Jowisza, Junony i Minerwy – która zajmowała najwyższą pozycję w rzymskiej religii. Wprowadzono też kult Diany oraz księgi sybillińskie.

## Włączenie innych bóstw

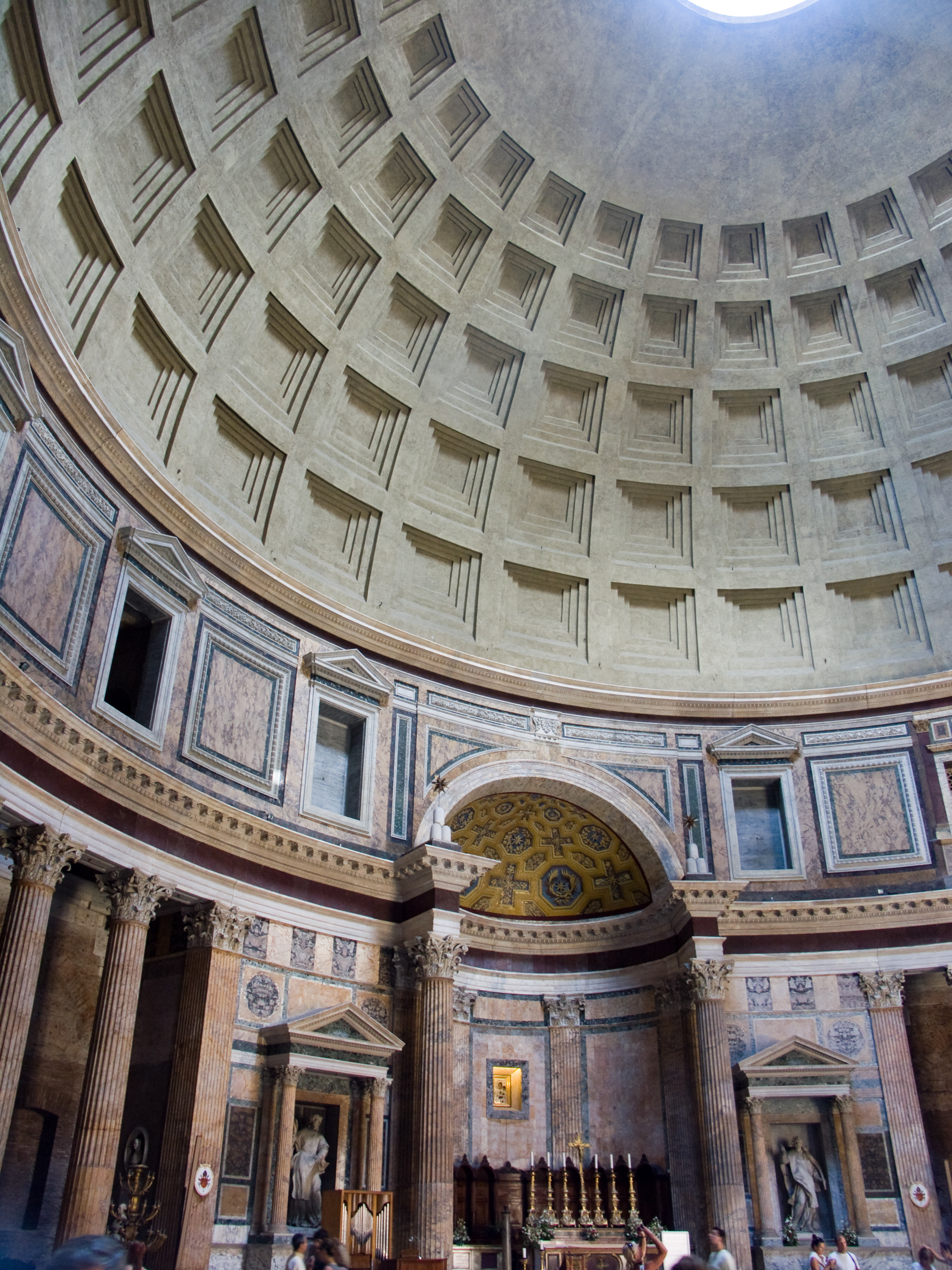
Wnętrze Panteonu, czyli Świątyni Wszystkich Bogów w Rzymie

W miarę, jak państwo rzymskie zdobywało sąsiadujące terytoria, do religii włączano lokalne bóstwa. Rzymianie zazwyczaj oddawali bóstwom lokalnym taką samą cześć jak bóstwom rdzennie rzymskim. W wielu przypadkach nowo „nabyte” bóstwa formalnie zapraszano do uznania nowych świątyń w Rzymie za swój dom. Ponadto ludzi z zewnątrz przyciągał wzrost miasta, w którym wolno im było nadal czcić ich własne bóstwa. Oprócz Kastora i Polluksa osady zdobyte przez Rzymian w Italii wniosły do rzymskiego panteonu Dianę, Minerwę, Herkulesa, Wenus i inne bóstwa niższej rangi, z których część pochodziła z Italii, a część pierwotnie wywodziła się z Grecji. Ważniejszych rzymskich bogów skojarzono ostatecznie z bardziej antropomorficznymi bogami greckimi – przejęte zostały przy tym również cechy bogów greckich i mity z nimi związane.

## Rzym jako bóstwo
Obecność świątyń poświęconych Rzymowi (łac. Roma) zrodziła przypuszczenie, że istniało bóstwo o tym imieniu. Tymczasem jest to jedynie alegoria, retorycznie przedstawiająca symboliczną personifikację państwa, która po raz pierwszy pojawiła się w Rzymie (w roku 269 p.n.e.) na monetach (nummus), podobnie jak w Locri (Kalabria) w 204 p.n.e. Ludy obce mogły przypisywać Romie boskie atrybuty, ale jest to tylko hipoteza. Świątynie wzniesiono także w Smyrnie (195 p.n.e.), jakiś rodzaj kultu zaobserwowano także w Efezie, Sardi i Delo. Do omyłkowego uznania Romy za bóstwo przyczynić się mogła także boskość cesarza: jako że Augustus był swego rodzaju półbogiem, poświęcano mu pewne uroczystości, częściowo poświęcone także osobowości miasta.

## Święta religijne

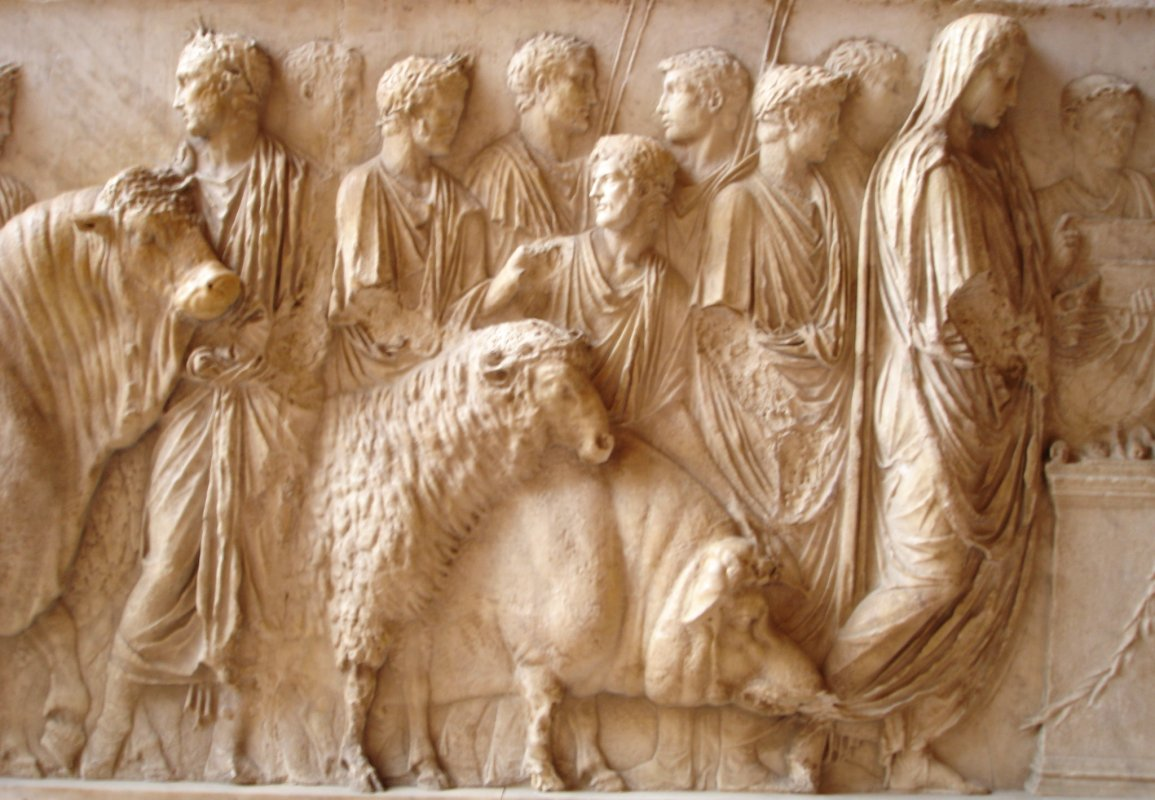
Suovetaurilia – poświęcenie byka, owcy i świni Marsowi (relief z I w. n.e.)

Kalendarz religijny starożytnego Rzymu odzwierciedlał otwartość na kulty i
bóstwa podbitych terytoriów. Rzymskie święta religijne z okresu najdawniejszego
były bardzo nieliczne. Niektóre spośród najstarszych z nich przetrwały jednak
aż do samego końca pogańskiego imperium, zachowując pamięć o obrzędach
płodności, błagalnych, a także tych, które na celu miały przeproszenie bogów za złe postępowanie społeczeństwa uprawianych przez
pierwotną ludność rolniczą. Jednak aby zaznaczyć przyjęcie nowych bogów,
wprowadzano nowe święta. Ostatecznie przyjęto tyle nowych świąt, że dni
świątecznych było w kalendarzu więcej, niż dni roboczych. Do ważnych
rzymskich świąt religijnych należały Saturnalia, Luperkalia, Equiria, oraz Ludi saeculares (igrzyska jubileuszowe).
W okresie cesarstwa Saturnalia obchodzono przez 7 dni, od 17 do 23 grudnia, kiedy to zachodziło przesilenie zimowe. Zawieszano prowadzenie wszelkiej działalności gospodarczej, niewolnikom nadawano czasowo wolność, wymieniano się podarkami i ogólnie bawiono się. Luperkalia były pierwotnie poświęcone Luperkusowi, pasterskiemu bogu plemion italskich. Obchodzono je 15 lutego w jaskini Luperkal na Palatynie, gdzie według wierzeń legendarni założyciele Rzymu, bliźniacy Romulus i Remus byli karmieni przez wilczycę. Wśród związanych z nimi rzymskich legend znajdujemy tę o Faustulusie, pasterzu, który miał znaleźć bliźniaków w wilczym legowisku i zabrać do swojego domu, gdzie mieli zostać wychowani przez jego żonę, Akkę Larentię.
Equiria, poświęcone Marsowi, obchodzono 27 lutego i 14 marca, kiedy to tradycyjnie przygotowywano nowe kampanie wojenne. Podczas obchodów odbywały się wyścigi konne na Polu Marsowym.
Ludi saeculares, złożone z zawodów atletycznych i ofiar, były obchodzone nieregularnie, zwykle mniej więcej raz na stulecie, dla uczczenia nowego saeculum, czyli „ery”. Miano je obchodzić wtedy, gdy zmarła ostatnia osoba, która widziała poprzednie igrzyska. Tradycja ta, często zaniedbywana, została odnowiona przez Augusta i uczczona przez Horacego serią ód.

## Świątynie rzymskie
Liczba i architektura rzymskich świątyń także odzwierciedla otwartość Rzymu wobec wszelkich religii świata. Najstarsze rzymskie świątynie przypominają świątynie etruskie, jak np. wielka świątynia na Wzgórzu Kapitolińskim, poświęcona w 509 p.n.e. Triadzie Kapitolińskiej (Jowiszowi, Junonie i Minerwie). Podobnie, jak etruskie pierwowzory, świątynia została wzniesiona na wysokim podium, a wejście do niej było możliwe jedynie przez frontowe schody, inaczej, niż w świątyniach greckich, gdzie schody otaczały świątynie ze wszystkich stron. Fasada również różniła się od wzorów greckich – kolumnowy portyk miał aż 6 rzędów kolumn i znajdował się jedynie od frontu. Wnętrze podzielone było na szereg pomieszczeń dla rzeźb kultowych. Świątynia Izydy i Serapisa na Polu Marsowm, zbudowana z egipskich materiałów i w egipskim stylu w celu uprawiania zhellenizowanego kultu egipskiej bogini Izydy, jest typowym przykładem różnorodności
późnorzymskich budowli sakralnych. Najbardziej godnymi uwagi świątyniami w Rzymie były świątynia Jowisza Kapitolińskiego i Panteon. Panteon został wzniesiony przez cesarza Hadriana pomiędzy 117 i 138 rokiem i poświęcony wszystkim bogom; budowla ta zastąpiła mniejszą świątynię wzniesioną przez generała Marka Wipsaniusza Agrypę. W 607 roku Panteon został przekształcony w kościół chrześcijański i jest obecnie włoskim zabytkiem narodowym; pochowany tam został Rafael i kilku królów zjednoczonych Włoch.

## Zmierzch religii rzymskiej
Przeniesienie cech antropomorficznych greckich bogów do rzymskiej kultury, a może nawet w większym stopniu rozpowszechnienie greckiej filozofii wśród lepiej wykształconych Rzymian przyczyniło się do rosnącego zaniedbywania starych obrzędów, i w I wieku p.n.e. znaczenie religijne dawnych obrządków słabło gwałtownie. Wiele osób, którym patrycjuszowskie pochodzenie nakazywało wypełnianie tych obowiązków, nie wierzyło w ich skuteczność, może poza względami politycznymi, a niewykształcone masy coraz silniej interesowały się obcymi obrządkami. Mimo to pozycje pontifexa maximusa i augura pozostały pożądanymi stanowiskami politycznymi. Juliusz Cezar wykorzystał swój wybór na pontifexa maximusa by wpływać na członków grup kapłańskich.
Gruntowną reformę i odnowę starego systemu przeprowadził cesarz August, który sam został członkiem wszystkich grup kapłańskich. Chociaż wcześniejsze obrzędy miały niewiele wspólnego z moralnością – były one w zasadzie „załatwianiem interesów” z niewidzialnymi siłami, przy którym człowiek składał odpowiednie posługi bogom, a w zamian otrzymywał ochronę – kładły one nacisk na pobożność i religijną dyscyplinę, zostały więc wykorzystane przez Augusta jako środek zabezpieczający wewnętrzny porządek. W tym okresie opublikowanie Eneidy przez Wergiliusza spopularyzowało legendę o założeniu Rzymu przez trojańskiego bohatera Eneasza.
Pomimo reform wprowadzonych przez Augusta, religia w imperium zaczynała coraz silniej koncentrować się wokół domu panującego, i ostatecznie zaczęto wynosić zmarłych cesarzy do boskiego statusu. Ubóstwianie takie zaczęło się jeszcze przed ustanowieniem cesarstwa w osobie Juliusza Cezara. Także cesarzy Augusta, Klaudiusza, Wespazjana i Tytusa wyniesiono do boskiego statusu, a po panowaniu Marka Kokcejusza Nerwy (96–98 n.e.) już tylko niewielu cesarzy nie zostało ubóstwionych.
W okresie cesarstwa zyskał popularność i szeroko rozpowszechnił się szereg obcych kultów (obiecujących życie i szczęście pozagrobowe), jak kult egipskiej bogini Izydy i perskiego boga Mitry, kapłanom Wielkiej Macierzy (Kybele) zezwolono wychodzić poza Palatyn, szerzył się kult Ma (Bellony), rozwijało się również chrześcijaństwo. Za Konstantyna I chrześcijaństwo uzyskało status religii oficjalnie uznawanej przez Rzym. Wszystkie pogańskie kulty zostały zakazane w 392 roku edyktem Teodozjusza I.